# 放克猴寶貝
放克猴寶貝是日本三人男子樂團，成立於2004年，所屬的唱片公司是DREAMUSIC。
2012年11月，宣布將於2013年6月的全國巡演後解散，原因是由於成員DJ Chemical必須繼承家中的寺院，但是其他成員認為如此之後，FUNKY MONKEY BABYS將再也不完整，因此經過多次商議，得出的結論是決定解散組合。2012年的第63回NHK紅白歌合戰也是組合解散前參加的最後一次紀錄。2013年2月，發行了最後一張單曲《感謝》，並透過單曲名稱表達對歌迷的感謝。

## 簡介
放克猴寶貝是由兩位主唱和一位DJ組成的團體，三位成員都出生在日本東京都八王子市。團名由來、是在單獨活動時由Funky加藤和Mon吉最先組成該樂團、所以兩人用「FUNKY」和「MONKEY」組合在一起而變成「FUNKY MONKEY BABYS」。通稱放克猴。另外也會簡稱為「FMB」。
DJ Chemical是在結成當時以活動DJ的身分參加、之後加入樂團成為正式成員。加入時、成員對他說「使用BABYS ○○的名字比較好認」但被他拒絕。
本來他們日文團名的「ベイビーズ」不是拼成英文的「BABYS」，而應該是英文的「BABIES」、但這是有目的的。
在官網或有關該團的話題的BBS中、「BABYS」是用來指歌迷的意思、並且會在地名之後加上「BABYS」、像是「住在○○(地名)的粉絲」的意思（例：東京BABYS→就是住在東京的粉絲）。
另外他們的單曲的封面和音樂錄影帶，都會邀請名人來拍並且使用他們的照片，也成為他們團體的一大特色。
曲中雖然多用饒舌方式，但曲子押韻很少。三人的興趣和喜歡的音樂種類也是有所不同、但只有他們所尊敬的樂團為南方之星是共通點。

## 成員
| 名稱        | 本名 | 生日（年齡）   | 位置           |
| ----------- | ---- | -------------- | -------------- |
| Funky加藤   | ／   | 1978年12月18日 | （左）MC、團長 |
| Mon吉       | ／   | 1979年2月17日  | （右）MC       |
| DJ Chemical | ／   | 1982年5月13日  | （中）DJ       |

## 經歷
- 在日本成名前，有在法國進行LIVE表演、也創造了動員1500人的觀光客記錄。
- 由決明子擔任主持人的廣播節目『MOTHER MUSIC RECORDS』的歌曲排行榜中進入決賽、但輸給ナイス橋本而成為第二名。
- 2006年8月26日中，以静岡縣静岡市清水區為根據地的足球隊、清水心跳舉辦的活動「CHALLENGE 5」中、採用了他們的曲子『ALWAYS』、並且還在他們的運動場中演唱。之後也在清水心跳、官網的ORANGE-TV.jp中進行表演。然後，之後他們也在『MUSIC STATION』和『HEY!HEY!HEY!』等節目中表演。
- 2008年8月7日中，在台場冒險王内進行「醒來LIVE」表演，也創造動員過去最多的觀光客的記錄（2008年8月8日現在）。
- 2009年3月14日中，在中国・青島市進行LIVE表演。
- 2009年6月18・19日中、在日本武道館進行LIVE表演。
- 2009年8月27日中、在台場合衆国進行「醒來LIVE」に出演。
- 2009年9月27日中、在可口可樂Happy Music的當地LIVE裡，以關東甲信越區代表在東京會場表演。
- 2009年10月31日，在福島縣立醫科大学光翔祭中，進行表演。另外也在11月14日中，在慶應義塾大学三田祭前夜祭進行表演。
- 2009年11月23日中、在日本電視台『Zoom in!!SUPER』節目播放時、在汐留日電視台大樓1樓的大屋根廣場中進行LIVE表演並且熱唱同節目的曲子『英雄』。除了唱通常版外、也有唱LIVE表演限定的特別版本。同日、被發表初次出席除夕的第60回NHK紅白歌合戰。然後在12月31日，在紅白中熱唱歌曲『英雄』。另外，曲子『邁向明天』成為日本第88回全国高中足球選手權大賽的加油歌。
- 2010年1月28日中、擔任八王子市的八王子觀光大使
- 2010年8月3日，成為第一個在Youtube發表的官方音樂錄影帶點閱數突破2000萬次的日本藝人，同年發表的單曲《再一些》成為第92回夏季甲子園的應援主題曲，也是知名棒球選手田中將大登板時的主題曲。

## 作品
| 單曲     | 單曲           | 單曲                                                  | 單曲                                             |
| 發行次序 | 發行日期       | 標題名稱                                              | 封面人物（PV人物）                               |
| -------- | -------------- | ----------------------------------------------------- | ------------------------------------------------ |
| 1st      | 2006年1月25日  | 勇往東方                                              | 東國原英夫                                       |
| 2nd      | 2006年4月26日  | 戀愛的單程車票                                        | 山田花子                                         |
| 3rd      | 2006年6月21日  | ALWAYS                                                | Penalty                                          |
| 4th      | 2007年1月24日  | Lovin'Life                                            | 中嶋朋子                                         |
| 5th      | 2007年5月23日  | 小小的勇氣                                            | 脇知弘                                           |
| 6th      | 2007年10月31日 | 你已經不在                                            | 戶田惠梨香                                       |
| 7th      | 2008年3月26日  | 出發                                                  | 石田卓也                                         |
| 8th      | 2008年7月23日  | 告白                                                  | 船越英一郎                                       |
| 9th      | 2008年11月5日  | 希望之歌 / 風                                         | 北乃綺                                           |
| DVD      | 2009年1月28日  | 飄雪的街                                              | 杉本彩                                           |
| 10th     | 2009年2月18日  | 櫻                                                    | 德井義實                                         |
| 11th     | 2009年11月18日 | 英雄 / 邁向明天                                       | 羽鳥慎一、中山雅史                               |
| 數位單曲 | 2009年12月9日  | 故鄉 (FUNKY MONKEY BABYS歌曲)                         | DJ Chemical作畫（淺利陽介）                      |
| 12th     | 2010年1月27日  | 淚 / 夢                                               | 蒼井優、佐藤隆太、HANNYA、貫地谷詩穗梨、富田靖子 |
| 13th     | 2010年5月12日  | 重要                                                  | 成海璃子                                         |
| 14th     | 2010年8月4日   | 再一些                                                | 田中將大                                         |
| 15th     | 2011年3月16日  | Runway☆Beat                                           | 瀨戶康史、櫻庭奈奈美                             |
| 16th     | 2011年6月8日   | 儘管如此也要相信 / Love Letter                        | 松岡修造、上田晉也                               |
| 17th     | 2011年11月16日 | LOVE SONG                                             | 优香                                             |
| 18th     | 2012年2月15日  | 生在這世界的理由                                      | 松下奈绪                                         |
| 19th     | 2012年8月29日  | LIFE IS A PARTY                                       | Billy Blanks                                     |
| 20th     | 2012年11月21日 | 不是離別                                              | 內村光良                                         |
| 21st     | 2013年2月27日  | 感謝                                                  | 明石家秋刀魚                                     |
| 專輯     |                |                                                       |                                                  |
| 發行次序 | 發行日期       | 標題名稱                                              | 封面人物                                         |
| 1st      | 2006年7月19日  | FUNKY MONKEY BABYS                                    | DJ Chemical                                      |
| 2nd      | 2007年12月12日 | FUNKY MONKEY BABYS 2                                  | DJ Chemical                                      |
| 3rd      | 2009年3月4日   | FUNKY MONKEY BABYS 3                                  | DJ Chemical                                      |
| BEST     | 2010年2月10日  | FUNKY MONKEY BABYS BEST                               | DJ Chemical                                      |
| 4th      | 2011年12月21日 | FUNKY MONKEY BABYS 4                                  | DJ Chemical                                      |
| 5th      | 2012年12月26日 | FUNKY MONKEY BABYS 5                                  | DJ Chemical                                      |
| BEST     | 2013年3月27日  | FUNKY MONKEY BABYS LAST BEST                          | DJ Chemical                                      |
| BEST     | 2016年1月25日  | FUNKY MONKEY BABYS 10th Anniversary Best 「LOVE」     | DJ Chemical                                      |
| BEST     | 2016年1月25日  | FUNKY MONKEY BABYS 10th Anniversary Best 「YELL」     | DJ Chemical                                      |
| BEST     | 2016年1月25日  | FUNKY MONKEY BABYS 10th Anniversary 「COMPLETE BEST」 | DJ Chemical                                      |

## 出場

### NHK紅白歌合戰
| 次序 | 年度   | 屆數   | 演出曲目         | 出場次序／出場人數 | 對戰歌手 |
| ---- | ------ | ------ | ---------------- | ------------------ | -------- |
| 1    | 2009年 | 第60回 | 英雄             | 06／25             | 水樹奈奈 |
| 2    | 2010年 | 第61回 | 再一些           | 08／22             | 川中美幸 |
| 3    | 2011年 | 第62回 | 儘管如此也要相信 | 03／25             | AKB48    |
| 4    | 2012年 | 第63回 | 不是離別         | 05／25             | 藤彩子   |

## 外部連結
- 官方網站 （页面存档备份，存于）
- FUNKY MONKEY BABYS官方部落格「放克猴部落格」 Powered by Ameba （页面存档备份，存于）
- FUNKY MONKEY BABYS（放克猴）手機部落格
- FUNKY MONKEY BABYS 專訪 （页面存档备份，存于）